# Astat
Astat [asˈtaːt] (von altgriechisch ἄστατος: „unbeständig, unstet“) ist ein radioaktives chemisches Element mit dem Elementsymbol At und der Ordnungszahl 85. Im Periodensystem steht es in der 7. Hauptgruppe bzw. der 17. IUPAC-Gruppe und zählt damit zu den Halogenen. Astat entsteht beim natürlichen Zerfall von Uran. Astat ist das seltenste natürlich vorkommende Element der Erde und muss bei Bedarf künstlich erzeugt werden.

## Geschichte

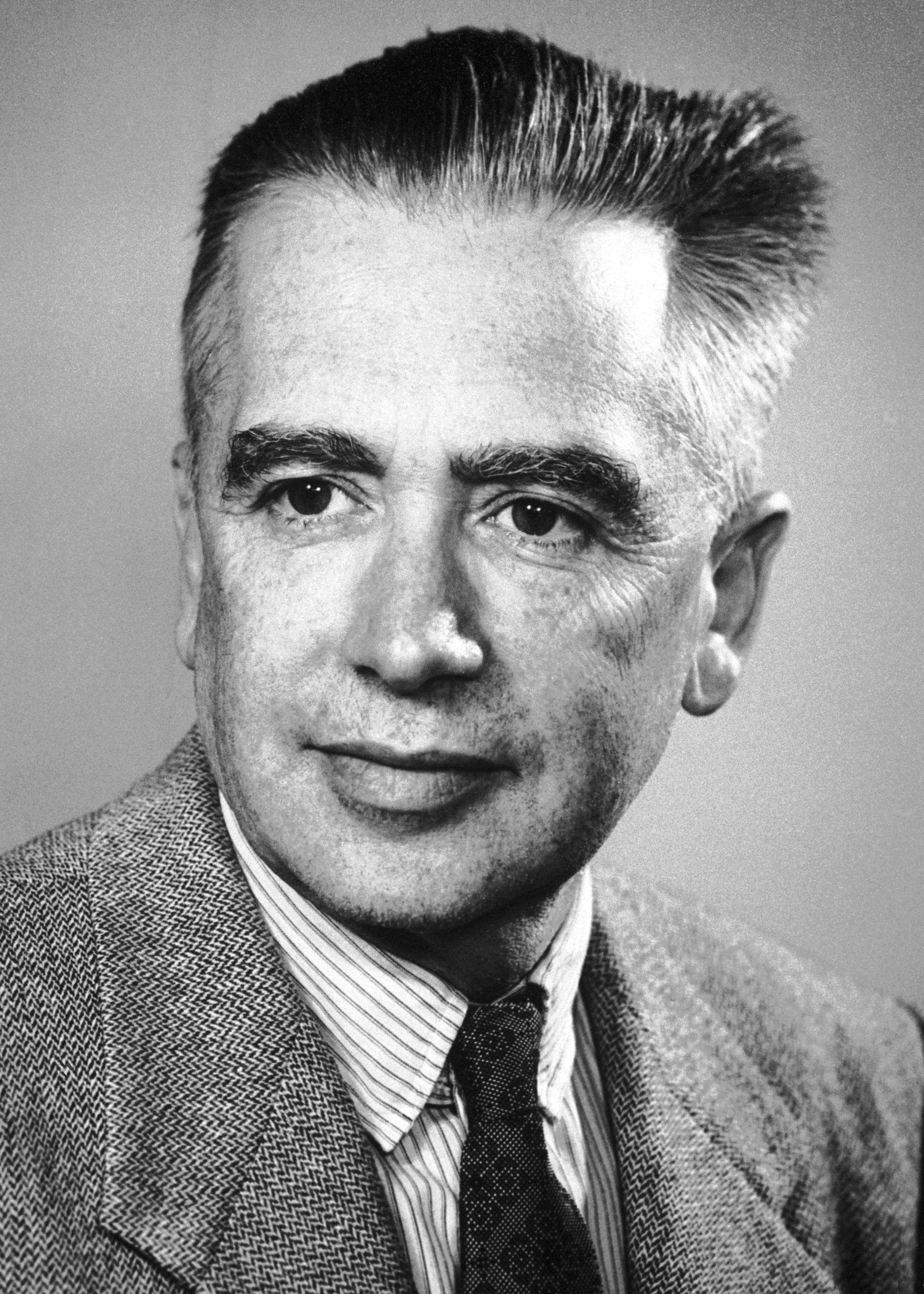
Emilio Gino Segrè, einer der Entdecker des Astats

Als Dmitri Mendelejew 1869 sein Periodensystem festlegte, sagte er die Existenz einiger zu dieser Zeit noch nicht entdeckter Elemente voraus, darunter eines, das den Platz unter Iod einnehmen würde. In der Folge versuchten einige Wissenschaftler dieses Element, das als „Eka-Iod“ bezeichnet wurde, zu finden.
Im Jahre 1931 behauptete Fred Allison, er und seine Mitarbeiter am Alabama Polytechnic Institute (heute Auburn University) hätten das fehlende Element entdeckt, und gaben ihm die Bezeichnung Alabamine (Ab). Ihre Entdeckung konnte jedoch nicht bestätigt werden und wurde später als falsch erkannt.
Ebenfalls auf der Suche nach einem Mitglied der Familie des radioaktiven Thoriums fand der Chemiker De Rajendralal Mitra im Jahre 1937 in Dhaka, Bangladesch (damals Britisch-Indien), zwei neue Elemente. Das erste nannte er Dakin (Eka-Iod), wohl nach der englischen Bezeichnung für Dhaka (Dacca), das andere Gourium. Beide Entdeckungen konnten jedoch nicht bestätigt werden.
Der Name Helvetium wurde wiederum von dem Schweizer Chemiker Walter Minder vorgeschlagen, als er die Entdeckung des Elements 85 im Jahr 1940 ankündigte. Er änderte im Jahr 1942 jedoch seinen Vorschlag in Anglohelvetium.
Bestätigt werden konnte die Entdeckung des Astats (altgriechisch ἀστατέω = „unbeständig sein“, aufgrund des radioaktiven Zerfalls) erstmals im Jahre 1940 durch die Wissenschaftler Dale R. Corson, Kenneth Ross MacKenzie und Emilio Gino Segrè, die es in der University of California künstlich durch Beschuss von Bismut mit Alphateilchen herstellten.
Drei Jahre später konnte das kurzlebige Element von Berta Karlik und Traude Bernert auch als Produkt des natürlichen Zerfallsprozesses von Uran gefunden werden. Ihr Namensvorschlag Viennium wurde jedoch nicht bestätigt.

## Gewinnung und Darstellung
Astat wird durch Beschuss von Bismut mit Alphateilchen im Energiebereich von 26 bis 29 MeV hergestellt. Man erhält dabei die relativ langlebigen Isotope 209At bis 211At, die dann im Stickstoffstrom bei 450 bis 600 °C sublimiert und an einer gekühlten Platinscheibe abgetrennt werden.

## Eigenschaften
Bei diesem radioaktiven Element wurde mit Hilfe von Massenspektrometrie nachgewiesen, dass es sich chemisch wie die anderen Halogene, besonders wie Iod verhält (es sammelt sich wie dieses in der Schilddrüse an). Astat ist stärker metallisch als Iod.
Forscher am Brookhaven National Laboratory haben Experimente zur Identifikation und Messung von elementaren chemischen Reaktionen durchgeführt, die Astat beinhalten.
Mit dem On-Line-Isotopen-Massenseparator (ISOLDE) am CERN wurde 2013 das Ionisationspotenzial von Astat mit 9,31751(8) Elektronenvolt bestimmt.
Die Existenz von At2-Molekülen konnte noch nicht nachgewiesen werden.

## Isotope
Astat hat etwa 20 bekannte Isotope, die alle radioaktiv sind; das langlebigste ist 210At mit einer Halbwertszeit von 8,3 Stunden.

## Verwendung
Organische Astatverbindungen dienen in der Nuklearmedizin zur Bestrahlung bösartiger Tumoren. Astat-Isotope eignen sich aufgrund der kurzen Halbwertszeiten innerlich eingenommen als radioaktive Präparate zum Markieren der Schilddrüse. Das Element wird in der Schilddrüse angereichert und in der Leber gespeichert.

## Verbindungen
Die chemischen Eigenschaften von Astat konnten aufgrund der geringen Mengen bisher nur mit Tracerexperimenten festgestellt werden. Sie ähneln stark denjenigen des Iods, wobei es aber ein schwächeres Oxidationsmittel ist. Bisher konnten diverse Astatide, Interhalogenverbindungen und organische Verbindungen nachgewiesen werden. Auch die Anionen der entsprechenden Sauerstoffsäuren sind bekannt. Wegen des im Vergleich zu anderen Halogenen elektropositiveren Charakters wird es von Silber nur unvollständig ausgefällt. Dafür existiert das komplexstabilisierte Kation At(Py)2 (Py=Pyridin), wodurch Astat auch kathodisch abgeschieden werden kann. Nachgewiesen wurde auch das Hydrid, Astatwasserstoff HAt.

## Sicherheitshinweise
Einstufungen nach der CLP-Verordnung liegen nicht vor, weil diese nur die chemische Gefährlichkeit umfassen und eine völlig untergeordnete Rolle gegenüber den auf der Radioaktivität beruhenden Gefahren spielen. Auch Letzteres gilt nur, wenn es sich um eine dafür relevante Stoffmenge handelt.